# Drosophila sphaerocera
Drosophila sphaerocera este o specie de muște din genul Drosophila, familia Drosophilidae, descrisă de Thomson în anul 1869. Conform Catalogue of Life specia Drosophila sphaerocera nu are subspecii cunoscute.